# Presa de Régua
La presa de Régua está localizada en el río Duero, distrito de Vila Real, Portugal.
Tiene una altura de 41 m sobre los cimientos y una longitud de corona de 350 m. Su construcción fue terminada en 1973. Cuenta con una esclusa para facilitar la navegación por el Duero, con una longitud de cerca de 90 m y un ancho de 12,1 m que vence un desnivel de 28,5 m.
La central consta de tres grupos Kaplan con una capacidad instalada de 156 (180) MW. Produce una media de 738 (581,1) GWh anuales.